# Stofzuigerzak

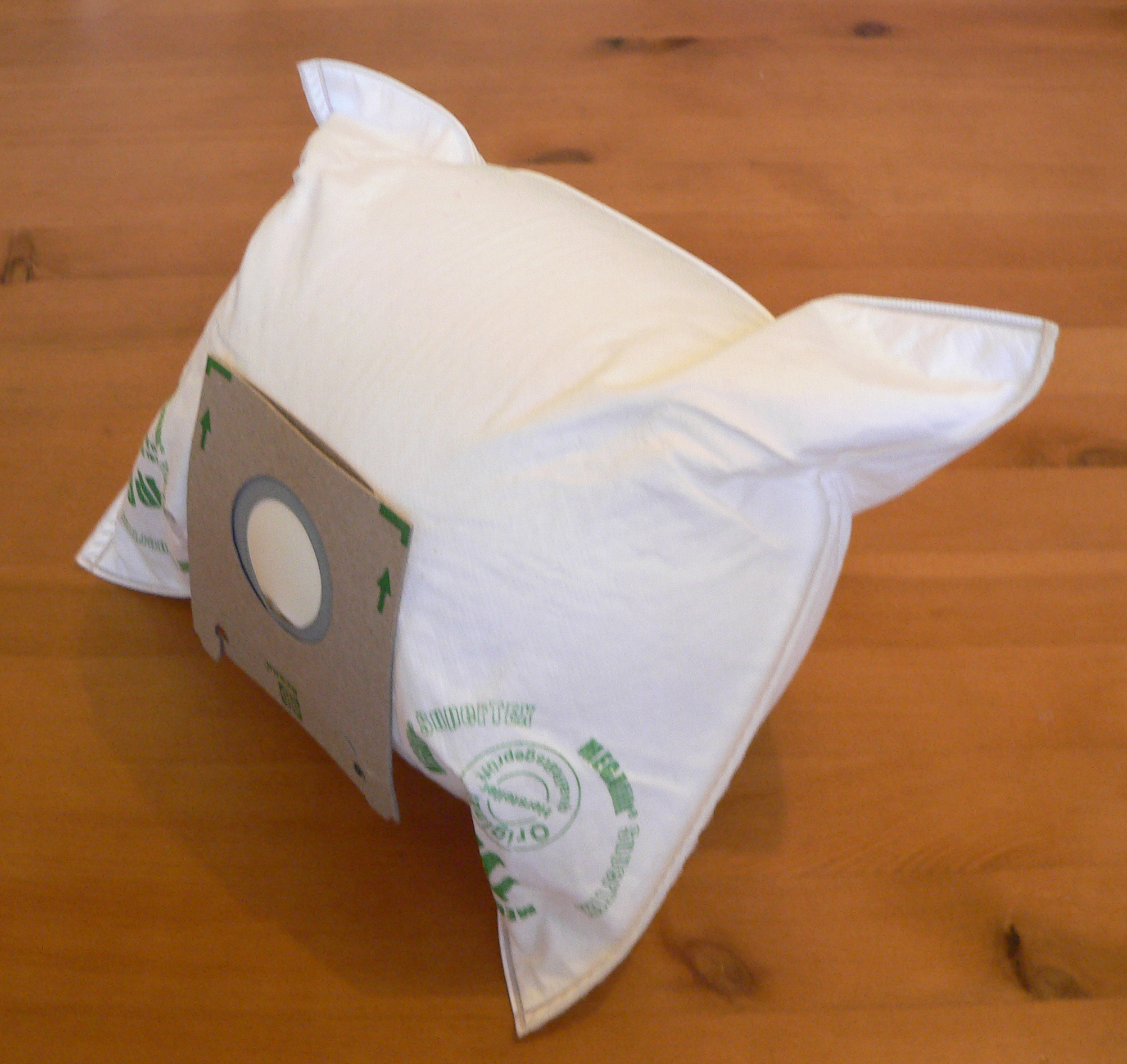
Stoffen stofzuigerzak

Een stofzuigerzak is een zak van gedeeltelijk doorlatend materiaal voor opvangen van stof in een stofzuiger. 
Een luchtpomp zuigt de lucht aan die met medeneming van stof en kleine lichte voorwerpen door een stofzuigerslang een stofzuigerzak in verdwijnt. Aangezogen lucht dringt door kleine gaatjes in de zak en wordt door het zuigsysteem weer naar buiten geblazen. Enkel het aldus opgezogen materiaal blijft in de zak achter. 
Vrijwel alle merken huishoudelijke stofzuigers werken met stofzuigerzakken. Er zijn echter ook zakloze stofzuigers. Stofzuigerzakken zijn meestal vervaardigd van papier maar er zijn ook stoffen zakken verkrijgbaar.